# Måns Svensson
Måns Svensson, död 1634, var en svensk borgmästare

## Biografi
Måns Svensson var son till borgmästaren Sven Månsson och Brita Nilsdotter i Jönköping. Han flyttade till Norrköping på 1600-talet och startade 1617 en gästgivargård i staden. Måns Svensson var 1620–1631 borgmästare i staden. Han avled 1634.

### Familj
Måns Svensson gifte sig före 1609 med Kerstin Henriksdotter (Stockenström) (1585–1652). Hon var dotter till borgmästaren Henrik Larsson (Stockenström) och Malin Larsdotter i Norrköping. De fick tillsammans barnen Margareta Månsdotter Bröms (1610–1684) som var gift med justitieborgmästaren Hans Larsson Preuss i Norrköping och tullförvaltaren Lars Danielsson Mollsdorff i Nyköping, Lars Månsson Bröms, kopparslagaren Sven Månsson Bröms i Jönköping, Christina Månsdotter Bröms som var gift med handelsmannen Isak Ambjörnsson Printz i Visby, Malin Månsdotter Bröms (död 1682) som var gift med  handelsmannen Johan Wellamsson i Norrköping och handelsmannen Collin Falleij i Norrköping, tullinspektoren Jöns Månsson Bröms (död 1664) i Norrköping, handelsmannen Henrik Månsson Bröms (1618–1677) i Norrköping, Brita Månsdotter Bröms (död 1651) som var gift med kyrkoherden Samuel Palumbus i Östra Husby församling, stadsfiskalen Johan Månsson Bröms i Norrköping och rådmannen Nils Månsson Bröms (1629–1708) i Norrköping.